# Baltische Studien
Die Baltischen Studien sind eine 1832 gegründete wissenschaftliche Zeitschrift. Sie enthalten hauptsächlich wissenschaftliche Aufsätze und Beiträge zu geschichtlichen, kulturellen und gesellschaftlichen Ereignissen und Zusammenhängen im südlichen Ostseeraum mit dem Schwerpunkt auf der Geschichte Pommerns. Die Erscheinungsweise ist heute jährlich. Der Umfang eines Jahresbandes lag in den letzten Jahren zwischen etwa 200 und 400 Seiten.

## Erschienene Bände
Die Herausgabe der Baltischen Studien erfolgte in der Vergangenheit nicht immer regelmäßig: In einigen Jahren wurde kein Band herausgegeben – die größte Lücke entstand als Folge des Zweiten Weltkrieges im Zeitraum von 1941 bis 1954 –, und in anderen Jahren erschienen ausnahmsweise auch zwei Bände bzw. Ergänzungsbände.
Bei der Nummerierung der Jahrbücher wird zwischen der Alten Folge (1832–1896) und der Neuen Folge (ab 1897) unterschieden. Oft wird heute – der Eindeutigkeit wegen – beides angegeben; so ist der neueste, im Jahre 2025 für das Jahr 2024 erschienene Band 110 der Neuen Folge zugleich der Band 156 der Gesamtreihe.
| Bisher erschienene Bände | Bisher erschienene Bände      | Bisher erschienene Bände |
| Jahr*                    | Band (Alte Folge/Gesamtreihe) | Band (Neue Folge)        |
| ------------------------ | ----------------------------- | ------------------------ |
| 1832–1896                | 1–46                          | –                        |
| 1897–1940                | 47–88                         | 1–42                     |
| 1955–2024                | 89–156                        | 43–110                   |

* Das tatsächliche Erscheinungsdatum lag und liegt üblicherweise im jeweils nächsten Kalenderjahr.

## Herausgeber und Inhalte

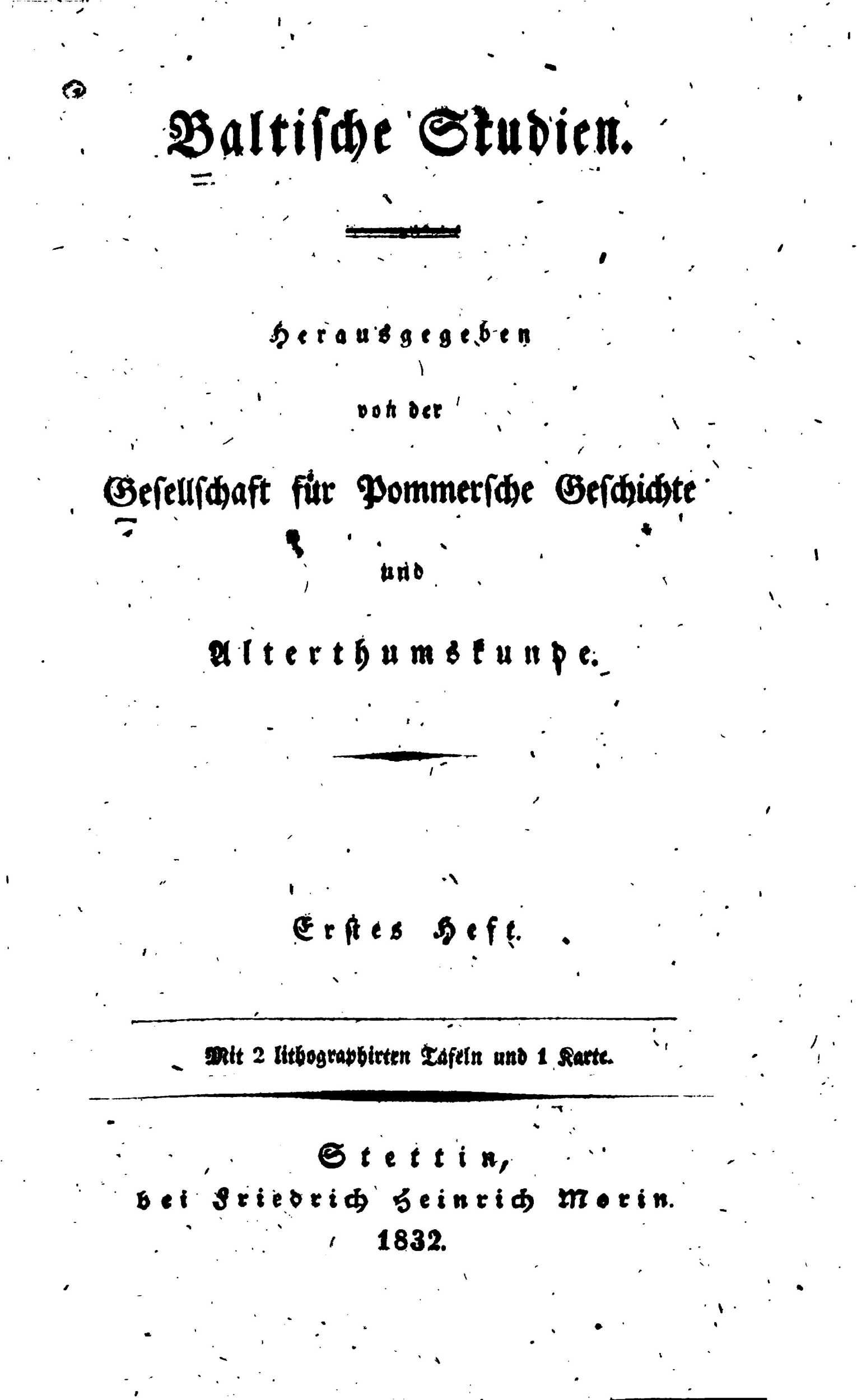
[http://books.google.de/books?id=fv0YAQAAIAAJ&pg=PR1 Band 1, Heft 1, der Baltischen Studien (1832)

Die Baltischen Studien wurden 1832 von der Gesellschaft für pommersche Geschichte und Altertumskunde als Jahrbuch des Vereins begründet. Die neue Zeitschrift füllte die Lücke, die mit der Einstellung der Neuen Pommerschen Provinzialblätter entstanden war.
Bis 1896 datiert die so genannte Alte Folge. Jeder Jahrgang bestand zumeist aus bis zu vier Heften. Durch einen Verlagswechsel wurde 1897 die Neue Folge begründet, mit der auch die Einteilung in Hefte fortfiel. Der letzte Band vor der kriegsbedingten Einstellung war die Neue Folge 42, die 1940 erschien.
1930 wurde die Schriftleitung an das Staatsarchiv Stettin übertragen, zugleich wurde der Inhalt grundlegend umgestaltet. Zusätzlich zu den Abhandlungen kamen jetzt ein umfangreicher Rezensionsteil und verschiedene Forschungsberichte hinzu, wodurch das wissenschaftliche Profil der Zeitschrift erheblich geschärft wurde.
Seit 1955 werden die Baltischen Studien durch die wiedergegründete Gesellschaft für pommersche Geschichte, Altertumskunde und Kunst e. V. herausgegeben. Seit 1969 sind die Baltischen Studien zugleich Mitteilungsorgan der Historischen Kommission für Pommern, seit 1996 zugleich Mitteilungsorgan der Arbeitsgemeinschaft Kirchengeschichte der Pommerschen Evangelischen Kirche e. V. (seit 1997: Arbeitsgemeinschaft für pommersche Kirchengeschichte e. V.).
Seit 1996 tragen die Baltischen Studien den Untertitel Pommersche Jahrbücher für Landesgeschichte. Sie stellen sich damit in die Tradition der Pommerschen Jahrbücher, die, vom vormaligen Rügisch-Pommerschen Geschichtsverein herausgegeben, bis 1940 erschienen.

## Schriftleiter
1. Alte Folge
2. Neue Folge
- Martin Wehrmann: 1897–1913 (1903 gemeinsam mit Otto Heinemann)
- Otto Grotefend: 1913–1929
- Hans Bellée: 1930–1932
- Adolf Diestelkamp: 1933–1940
- Erwin Assmann: 1955–1961
- Hans-Jürgen Eggers: 1962–1975 (1962–1965 gemeinsam mit Assmann)
- Ellinor von Puttkamer: 1976–1979
- Klaus Conrad: 1980–2000
- Dirk Alvermann: 2001–2010
- Rudolf Benl: 2011–2016
- Dirk Schleinert: 2016–2019
- Jürgen Hamel: seit 2019

## Verlage
Der erste Band erschien bei Morin, der zweite bereits bei Hessenland, beides Stettiner Verlage. In den folgenden Jahrzehnten wechselten die Verlage mehrfach, zumeist handelte es sich um Kommissionsvertrieb. Neben Hessenland vertrieben auch die Buchhandlungen Nicolai und Hercke & Lebeling die Zeitschrift. 1897 wechselte sie zu Leon Sauniers, wo sie bis zur Einstellung 1940 verblieb.
Von 1955 bis 1978 erschienen die Baltischen Studien in dem Verlag Christoph von der Ropp in Hamburg und Göttingen, von 1979 bis 2002 in dem N. G. Elwert Verlag in Marburg. Seit 2003 erscheinen sie in dem Verlag Ludwig in Kiel.